# Zygophylax crozetensis
Zygophylax crozetensis is een hydroïdpoliep uit de familie Lafoeidae. De poliep komt uit het geslacht Zygophylax. Zygophylax crozetensis werd in 1977 voor het eerst wetenschappelijk beschreven door Millard. 